# 藤原信頼
藤原 信頼（ふじわら の のぶより）は、平安時代末期の公卿。後白河天皇の寵臣として絶大な権力をふるうが、同じく上皇の近臣であった信西と対立。源義朝と平治の乱を起こし信西を斬首し、朝廷の最大の実力者となるが、二条天皇親政派と組んだ平清盛に敗北。六条河原で斬首された。

## 生涯
鳥羽院の近臣・藤原忠隆の四男（または三男）として生まれる。天養元年（1144年）叙爵し、久安2年（1146年）従五位上に進む。久安4年（1148年）に土佐守、久安6年（1150年）に武蔵守と、父の知行国の受領を歴任。仁平元年（1151年）には正五位下に進み、翌仁平2年（1152年）には右兵衛佐、久寿2年（1155年）には従四位下・武蔵守に任ぜられる。
後白河天皇に近侍するや、周囲から「あさましき程の寵愛あり」といわれるまでの寵臣となる。保元2年（1157年）、右近衛権中将より蔵人頭・左近衛権中将に任ぜられ従四位上から正四位下、翌・保元3年（1158年）に正四位上・皇后宮権亮を経て従三位より同年8月に正三位・参議になり公卿に列せられる。同年には権中納言に任ぜられ、検非違使別当・右衛門督を兼ねるに至る。後白河天皇の譲位後は院別当となる。
また、信頼は武士の力に着目し、異母兄の基成を陸奥守および鎮守府将軍として送り込み、軍事貴族の奥州藤原氏の2代目藤原基衡と姻戚関係（基衡の嫡男・藤原秀衡に基成の娘を嫁がせている）を結んだり、自身の後任として武蔵守に弟・信説（のぶとき）を任せている。これにより坂東武士支配の生命線である武蔵国の国衙支配の権限と武士にとっては必要不可欠な馬や武器を調達する陸奥国を押さえることによって、坂東支配を進めていた源義朝への影響力を強めていくこととなる。特に保元の乱直前に発生した大蔵合戦において源義朝が罪を問われずに兵を起こせたのも、当時の武蔵国の知行国主であった信頼の了承を得たからとみられている。また、当時の最大軍事貴族であった平清盛の娘と信頼の嫡男・信親との婚姻も成立し、信頼は朝廷における実力者となる。
なお、この昇進に関しては『平治物語』等では後白河帝との男色関係による寵愛の為と評されている。また、「文にもあらず、武にもあらず、能もなく、また芸もなし、ただ朝恩のみにほこりて」と寵愛によって出世する無能な男と評されている。しかし信頼は当時正四位下の位階のままで参議に任命された。このことは当時では実務官僚としては有能であったことを表わしている。また、信頼の家系は祖父の基隆、父の忠隆ともに従三位に叙せられており、信頼自身も公卿になるのに充分な家格を有している。さらに、上記の通り武士達にとって必要な物資を産出する奥州と深いつながりを有し、義朝をほぼ配下に治め、奥州を抑えたことで他の軍事貴族に影響力を持ち、なおかつ都における最大の軍事貴族である清盛とも婚姻を通じて同盟関係を結んでいた。このように実務に有能で軍事貴族達に強い影響力を持つ信頼が朝廷における地位を上昇させていったのも当然の事といえる。また、この昇進に関しても当時人事に強大な発言力を有していた信西の了承のもとに行われていた。ただし、こうした評価に対して、信頼の官位の昇進の理由を能力によるものとするにしては余りにも昇進の速度が速すぎて（その職務に相応しいことを示す期間すらない）、むしろ後白河の寵愛ゆえの人事としか考えられず、『平治物語』に記されている近衛大将を求めた逸話もこうした事情を背景として考えれば、あり得た話とする見方もある。
そのころの信頼の権勢は大変なもので、保元3年（1158年）の賀茂祭の際に信頼といざこざを起こした関白・藤原忠通は後白河天皇から叱責をうけて東三条殿に閉門の憂き目にあった（忠通は5日後に許されたが、家司の平信範が解官されて2ヶ月間謹慎した）。その後、忠通は嫡子・基実の妻に信頼の姉妹を迎えることとなる。その腹から基実嫡子・基通が生まれる。信頼の権勢を見て忠通が判断してのことである。
保元の乱の後、摂関家の地位低下、治天の君の不在という政界の混乱が起きていた。そのような中で急速に力を伸ばしてきたのが、後白河天皇の乳母を妻とする信西である。また、保元3年（1158年）には後白河天皇が退位して二条天皇が即位した。信西は、院近臣、天皇側近の中に子供達を送り込んで権勢を振るうようになるが、そのことは、旧来の院近臣や権勢を得ようとしていた二条天皇側近たちの反感を買い、その結果、院近臣と天皇側近の間で信西排斥の動きが生じ、その中で軍事貴族達に強い影響力を有する信頼は反信西派の中心となり、やがてそれは平治の乱へと発展する。従来の信頼の男色による急激な出世と信頼と信西の対立というものは『平治物語』による見方で、上記の通り当時の世界に対する研究によるとこの両者の対立のみが平治の乱のきっかけになったという見方は否定されつつある。反面、信頼と信西の子供である藤原俊憲や成憲らとは出世を巡って競合関係にあり、また同様の危機感は藤原成親・藤原惟方ら院近臣や天皇側近問わず貴族社会に広がりつつあったからこそ平治の乱に至ったとする見方もある。
平治元年12月9日（1160年1月19日）、清盛が熊野詣に出かけた留守に信頼は義朝・源光保・源頼政を誘引して京で挙兵、信西は自害してしまう。その功により信頼は朝廷最大の実力者に成り上がった。
しかし元々院近臣と天皇側近との連合政権はその後の院政重視か天皇親政を目指すかという政権の問題を抱えたまま挙兵し信西を排除した為、天皇親政を支持する勢力と信頼、その他軍事貴族の連合であるこの政権はすぐに瓦解した。但し、天皇親政派中心人物藤原惟方は信頼の叔父、関白は信頼の妹婿であること、さらに院御所を破壊し後白河を幽閉し院の意向を伺わずに除目を行った行動からしても、信頼も親政派であり、信西排除後に天皇親政派内の派閥争いに移行していたという見方もある。それまで中立的立場を保っていた平清盛が帰京すると天皇側近の藤原経宗・惟方は清盛と手を結び二条天皇を六波羅（清盛方）へと御幸させることに成功した。後白河は天皇に先んじて脱出しているが、惟方側が信頼に通報されることを恐れず後白河に事態を通牒し、実際に後白河も通報せず即座に脱出したことも、信頼が院政派ではなかったとする論拠に上げられる。このことにより信頼は一夜にして賊軍の立場となった。
妹婿の関白基実とその父大殿忠通父子は、反信頼陣営からの呼びかけを待たず自発的に六波羅に参入した。もともと天皇側近であった源光保らの軍事貴族は賊軍となった信頼方から離脱し、信頼に対する依存度が高い義朝のみが信頼の陣営に残ることになる。また、清盛の婿となっていた信親は二条天皇の御幸の直後、信頼の元に戻され平家との婚姻関係も解消された。12月26日 （2月5日）、天皇の宣旨を得て攻めかかってきた官軍との戦闘においては、清盛の大軍の前に信頼・義朝はあっけなく敗北する。
逃れた信頼は義朝と東国へ落ちようとするが、掌中の玉である二条天皇をむざむざと奪われた不手際に対し、（武家にすぎぬ）義朝から「日本一の不覚人」と罵られ拒絶される。仁和寺にいた後白河院にすがり助命を嘆願するが、朝廷は信頼を謀反の張本人として許さず、公卿でありながら六条河原で斬首された。享年28の若さであった。

## 官歴
- 康治3年正月6日（1144年2月1日）：従五位下（皇后・藤原得子御給）
- 久安2年2月26日（1146年4月8日）：従五位上（小六条御幸賞。八条院御給）
- 久安4年5月28日（1148年6月16日）：土佐守
- 久安6年7月28日（1150年8月22日）：武蔵守
- 仁平元年9月28日（1151年11月8日）：従五位下（鳥羽院当年御給）
- 仁平2年正月28日（1152年3月6日）：兼右兵衛佐
- 久寿2年（1155年）
  - 正月6日（2月9日）：従四位下（佐労）
  - 正月28日（3月3日）：武蔵守重任
- 保元2年（1157年）
  - 3月26日（5月6日）：兼右近衛中将、武蔵守元如（行通朝臣譲）
  - 4月26日（6月5日）：従四位上（父・忠隆園城寺賞）
  - 8月23日（9月28日）：正四位下（父・忠隆園城寺造営賞）
  - 9月19日（10月23日）：左近衛権中将
  - 10月27日（11月30日）：蔵人頭
- 保元3年（1158年）
  - 2月3日（3月5日）：兼皇后宮権亮
  - 2月9日（3月11日）：正四位上（皇后立后入内賞）
  - 5月6日（6月4日）：従三位（陸奥守雅隆造営賞）
  - 5月21日（6月19日）
    - 兼左兵衛督
    - 兼皇后権大夫

  - 8月10日（9月4日）：権中納言・正三位
  - 8月（9月）：後白河院厩別当
  - 11月（12月）：検非違使別当
- 保元4年（1159年）
  - 2月13日（3月4日）：皇后権大夫止。上西門院別当
  - 右衛門督
  - 2月21日（3月11日）：中宮権大夫
  - 3月（4月）：辞別当
  - 改元して平治元年12月26日（1160年2月5日）：被追討宣旨
  - 12月27日（2月6日）：被誅

## 系譜
- 父：藤原忠隆
- 母：藤原公子（藤原顕頼の娘）
- 妻：藤原顕頼の娘
- 妻：藤原家成の娘
- 生母不詳の子女
  - 男子：藤原信親

## 関連作品
- 『新・平家物語』（NHK大河ドラマ、1972年） 演：亀石征一郎
- 『平清盛』（NHK大河ドラマ、2012年） 演：塚地武雅